# Frans Niemeijer

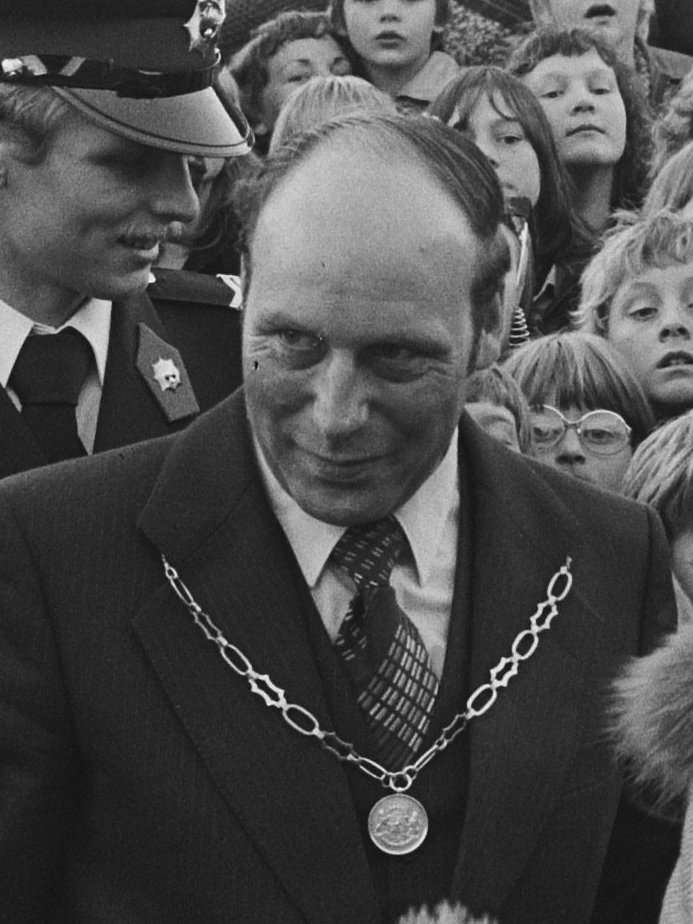
Burgemeester Frans Niemeijer (1979)

Frans Niemeijer (Hoogeveen, 9 mei 1937 – 12 augustus 1988) was een Nederlands politicus van de ARP en later het CDA.
Aan het begin van zijn ambtelijke loopbaan heeft hij gewerkt bij de gemeenten Ameland, Oldehove, Franeker en Maassluis. Bij die laatste was Niemeijer hoofdcommies eerste klasse voor hij in maart 1972 benoemd werd tot burgemeester van Nijeveen. In december 1978 volgde zijn benoeming tot burgemeester van Staphorst. Tijdens dat burgemeesterschap overleed hij midden 1988 op 51-jarige leeftijd aan een hartaanval.